# Національний парк Айюбія
Національний парк Айюбія (урду ایوبیہ نیشنل پارک, англ. Ayubia National Park; скорочено Айюбія) — національний парк, розташований в районі Абботтабад, провінції Хайбер-Пахтунхва, Пакистан. Айюбія була оголошена національним парком у 1984 році і названа на честь Муххамеда Айюб Хана (1958—1969), другого Президента Пакистану. Парк розташований в середньому на висоті 2400 м над рівнем моря і включає дві основні зони рослинності: хвойних та мішаних лісів. Айюбію відвідують приблизно 250 000 чоловік на рік.